# Поліція Іраку
Поліція Іраку (ПІ) (англ. Iraqi Police, араб. الشرطة العراقية) — це поліцейські сили в уніформі, які відповідають за дотримання цивільного законодавства в Іраку. Його організацією, структурою та набором персоналу керувала Коаліційна тимчасова адміністрація після вторгнення в Ірак у 2003 році, а ним керує реформоване Міністерство внутрішніх справ Іраку. «IP» відноситься до іракської поліції, а «ISF» до ширших сил безпеки Іраку. Нинішнім командувачем Федеральних сил поліції є генерал-лейтенант Раед Шакер Джавдат.

## Історія
Нинішня поліція Іраку має певні зв’язки з довоєнною поліцейською службою Іраку, яка була професійною та мала пріоритет репресій. Тому очікується, що поліція залишиться згуртованою та буде корисним інструментом і після вторгнення.
Він мав стати основою для поліцейських сил нового Іраку, але громадянські заворушення спричинили відмову від цього проекту. Після екстреної виплати стипендії деякі поліцейські повернулися, особливо в Багдаді, а військова поліція армії США провела екстрене навчання. У той же час на півдні британські війська почали створювати місцеві поліцейські сили у координації з шиїтськими релігійними лідерами.

## Організація та контроль

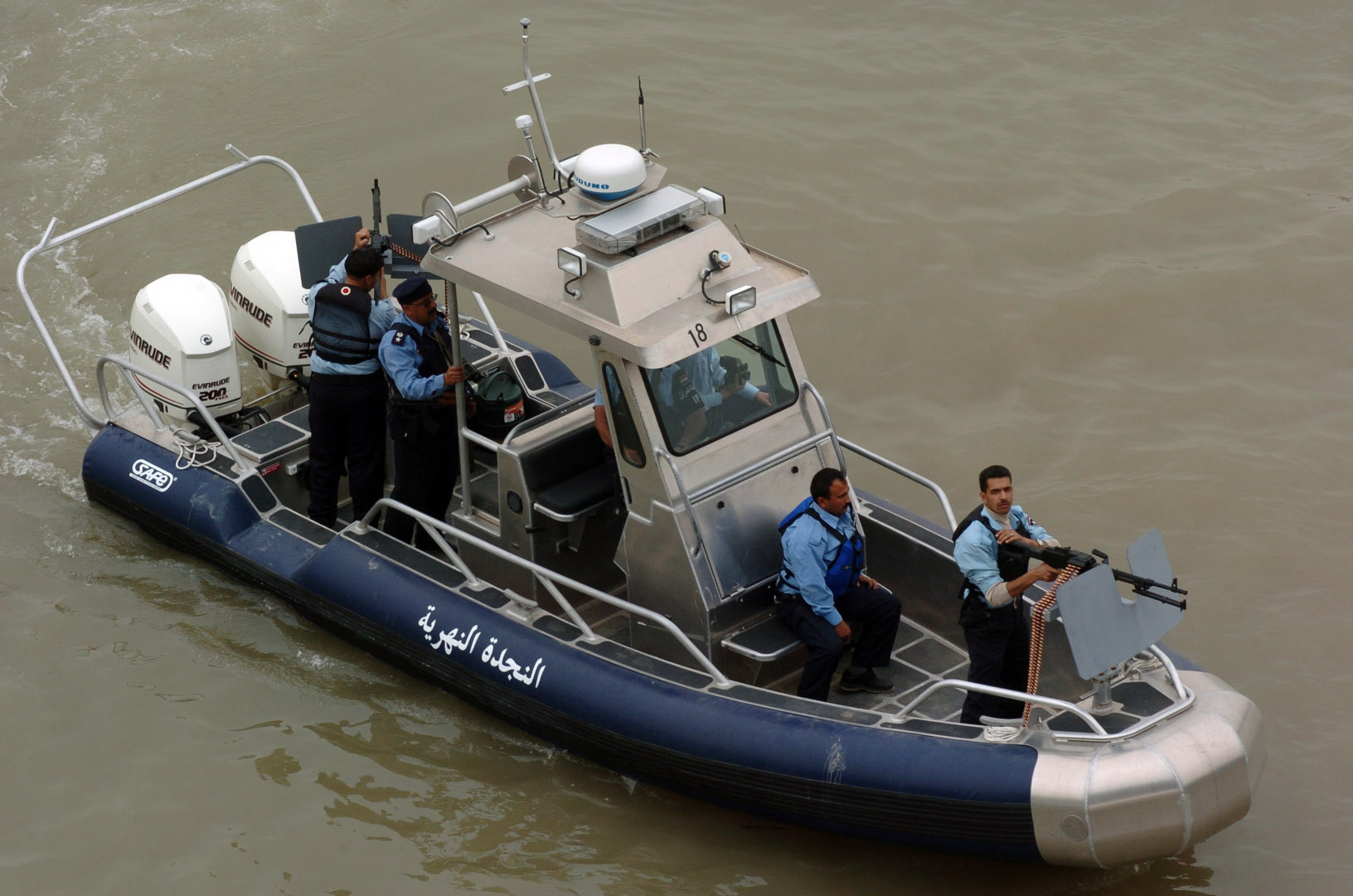
Поліцейський річковий катер на Тигрі

У 2009 році поліція Іраку перебувала під командуванням генерал-майора Хуссейна Джассіма Алаваді.  Багатонаціональне перехідне командування безпеки в Іраку (MNSTC-I) було організацією Центрального командування Сполучених Штатів, завданням якої було навчання, наставництво та оснащення всіх іракських цивільних сил безпеки. MNSTC-I також мав на меті навчити своїх колег в іракському уряді Іраку виконувати їхню роль. MNSTC-I було розпущено в 2010 році. Поліція Іраку мала три основні гілки:
- Іракська поліцейська служба : організація в уніформі, якій доручено загальне патрулювання міст Іраку та реагування на інциденти
- Федеральна поліція : воєнізована організація, створена для подолання прірви між поліцією та армією. Він реагує на внутрішні інциденти, що виходять за межі можливостей IPS, але недостатньо серйозні для іракської армії . FP виникла як Спеціальна поліція (SP) 15 серпня 2004 року, щоб забезпечити національний потенціал швидкого реагування для протидії збройним повстанцям, широкомасштабній громадянській непокорі та заворушенням. У 2005 році Міністерство внутрішніх справ об’єднало свої спеціальні поліцейські батальйони в підрозділ реагування на надзвичайні ситуації (підрозділ SWAT), 8-му механізовану бригаду міліції (3 моторизовані батальйони), відділ охорони громадського порядку (4 бригади/12 батальйонів) та дивізія спецназу поліції (4 бригади/12 батальйонів).  30 березня 2006 року вона стала Національною поліцією Іраку (НП), а 1 серпня 2009 року НП була перейменована на Федеральну поліцію.